# Solisko (1031 m)
Solisko (1031 m) – szczyt w Grupie Oszusa w Beskidzie Żywiecko-Kisuckim. Znajduje się w głównym grzbiecie Beskidu Żywiecko-Orawskiego, pomiędzy Piętkulą (998 m) a Małym Smerekowem (Żebrakówką, 1043 m). Grzbietem tym biegnie granica polsko-słowacka oraz Wielki Europejski Dział Wodny. Na odcinku Magura-Żebrakówka grzbiet jest bardzo wyrównany, Solisko to mało wybitny szczyt. W kierunku północno-zachodnim tworzy krótki grzbiet oddzielający potoki Roztoka i Równiowy Potok, obydwa są dopływami Glinki. Na Solisku graniczy polska miejscowość Glinka w województwie śląskim, w powiecie żywieckim, w gminie Ujsoły, ze słowacką miejscowością Nowoć (Novoť). Zarówno polskie, jak i słowackie stoki Soliska są porośnięte lasem, dawniej jednak musiały być na nich pastwiska, soliskami (lub solniskami) nazywano dawniej miejsca, w których wykładano sól dla bydła lub owiec. W Karpatach jest wiele miejsc o nazwie Solnisko lub Solisko.
Przez szczyt Soliska prowadzi słowacki szlak graniczny.

## Szlaki turystyczne
słowacki szlak graniczny